# Hydroptila vectis
Hydroptila vectis är en nattsländeart som beskrevs av Curtis 1834. Hydroptila vectis ingår i släktet Hydroptila och familjen smånattsländor. Arten är reproducerande i Sverige. Utöver nominatformen finns också underarten H. v. corsicana.